# Atraphaxis pungens
Atraphaxis pungens là một loài thực vật có hoa trong họ Rau răm. Loài này được (M.Bieb.) Jaub. & Spach mô tả khoa học đầu tiên năm 1844.